# 大煮干丝

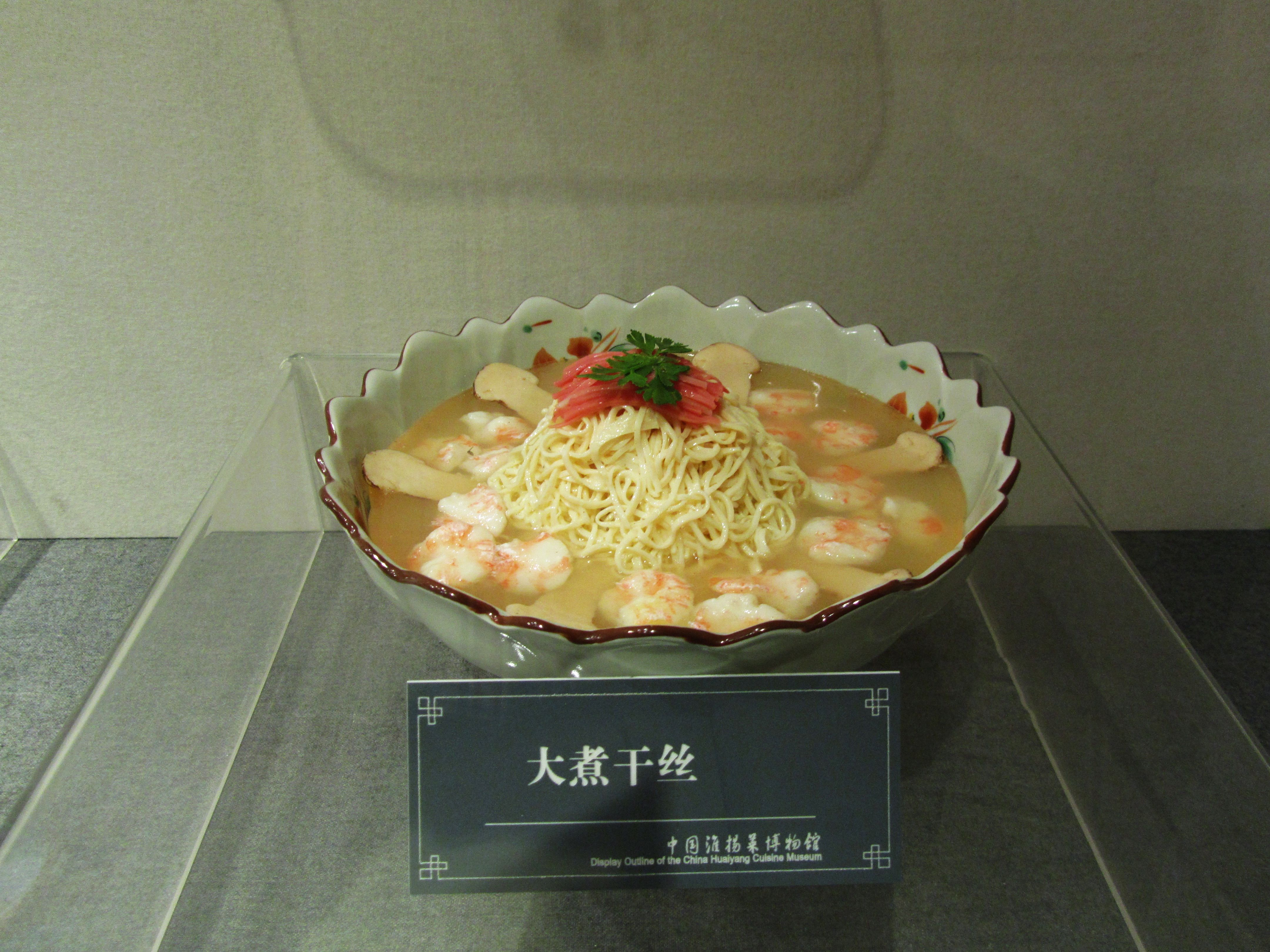
大煮干丝，扬州淮扬菜博物馆/泰州早茶博物馆

大煮干丝是淮扬菜系中的一道菜，又称为泰州干丝/扬州干丝。这道菜是将1厘米厚的豆腐乾片成薄片后切成数十条条细丝，用开水烫过之后加鸡丝、鸡肝、腰花、笋片等辅料，用鸡汤烧制而成。这道菜体现了淮扬菜系刀功精细的特点。